# Еймс (Оклахома)
Еймс (англ. Ames) — місто (англ. town) в США, в окрузі Мейджор штату Оклахома. Населення — 193 особи (2020).

## Географія
Еймс розташований за координатами 36°14′50″ пн. ш. 98°11′12″ зх. д. / 36.24722° пн. ш. 98.18667° зх. д. (36.247089, -98.186708).  За даними Бюро перепису населення США в 2010 році місто мало площу 0,77 км², уся площа — суходіл.

## Демографія
Згідно з переписом 2010 року, у місті мешкало 239 осіб у 101 домогосподарстві у складі 67 родин. Густота населення становила 310 осіб/км².  Було 111 помешкання (144/км²).
Расовий склад населення:
| - 93,3 % — білих - 0,8 % — корінних американців - 0,4 % — чорних або афроамериканців |

До двох чи більше рас належало 5,0 %. Частка іспаномовних становила 0,8 % від усіх жителів.
За віковим діапазоном населення розподілялося таким чином: 24,3 % — особи молодші 18 років, 56,9 % — особи у віці 18—64 років, 18,8 % — особи у віці 65 років та старші. Медіана віку мешканця становила 41,4 року. На 100 осіб жіночої статі у місті припадало 97,5 чоловіків;  на 100 жінок у віці від 18 років та старших — 90,5 чоловіків також старших 18 років.
Середній дохід на одне домашнє господарство  становив 49 398 доларів США (медіана — 42 188), а середній дохід на одну сім'ю — 52 042 долари (медіана — 44 375). За межею бідності перебувало 7,9 % осіб, у тому числі 0,0 % дітей у віці до 18 років та 16,9 % осіб у віці 65 років та старших.
Цивільне працевлаштоване населення становило 103 особи. Основні галузі зайнятості: будівництво — 22,3 %, транспорт — 16,5 %, сільське господарство, лісництво, риболовля — 15,5 %.